# Nana Lee
Nana Lee (Jakarta, Indonesië, 29 januari 1985) is een Indonesische zangeres, songwriter, saxofoniste en actrice. Ze geniet vooral bekendheid in Indonesië door haar deelname aan de talentenjachten Indonesia's Got Talent en Super Idol.

## Muzikale loopbaan
Nana Lee groeide op in Jakarta als dochter van een Indonesische vader en een Chinese moeder. Al op jonge leeftijd kwam zij in aanraking met muziek en theater. Tijdens haar middelbareschooltijd speelde zij in verscheidene theaterproducties en tv-programma's. In 2003 richtte zij zich definitief op haar muziekcarrière. Naar eigen zeggen is haar muziek sterk beïnvloed door jazz, pop en R&B. Ze treedt regelmatig op in jazzclubs en op festivals en de nationale televisie in Indonesië en Taiwan.
In 2009 verscheen haar debuutalbum, Be+Positive. Een jaar later bracht zij in samenwerking met de in Indonesië vermaarde arrangeur Idang Rasjidi de cd Women in love uit. In 2011 volgde haar derde album, Tribute to Koes Plus in Bossanova, waarmee zij het meeste succes in de hitlijsten boekte. Haar deelname aan de talentenjachten Indonesia's Got Talent in 2010 en Super Idol in 2013 leverde Lee in Indonesië grote bekendheid op. In 2014 bracht Lee haar vierde album Positivity uit.
Nana Lee maakte in januari 2014 haar debuut in Europa, met een optreden op de jaarlijkse bijeenkomst van het World Economic Forum in Genève, Zwitserland. In hetzelfde jaar nam ze het nummer Go Indonesia op, dat als titelsong wordt gebruikt door het Indonesische tv-station The Indonesia Channel (TIC).

## Discografie
- Be+Positive (2009)
- Women in love (2010)
- Tribute to Koes Plus in Bossanova (2011)
- Positivity (2014)

## Prijzen
- 2012 - Best Performance Act op het festival Let Taiwan see the World
- 2013 - Winnaar van de face-off in Super Idol